# مارك ميدوز
مارك ميدوز (بالإنجليزية:  Mark Meadows)‏ (و.28 يوليو 1959-) رجل أعمال وسياسي أمريكي سبق وأن تم تعيينه رئيس موظفي البيت الأبيض في 6 مارس 2020 حتى 20 يناير 2021، خلفًا لميك مولفاني الذي شغل المنصب بالإنابة. وهو عضو في الحزب الجمهوري وترأس تجمع الحرية من 2017 إلى 2019. وكان يعتبر أحد أقرب حلفاء الرئيس دونالد ترامب في الكونغرس قبل تعيينه رئيسًا لموظفي البيت الأبيض.

## روابط خارجية
- مارك ميدوز على موقع IMDb (الإنجليزية)